# 미코박테륨

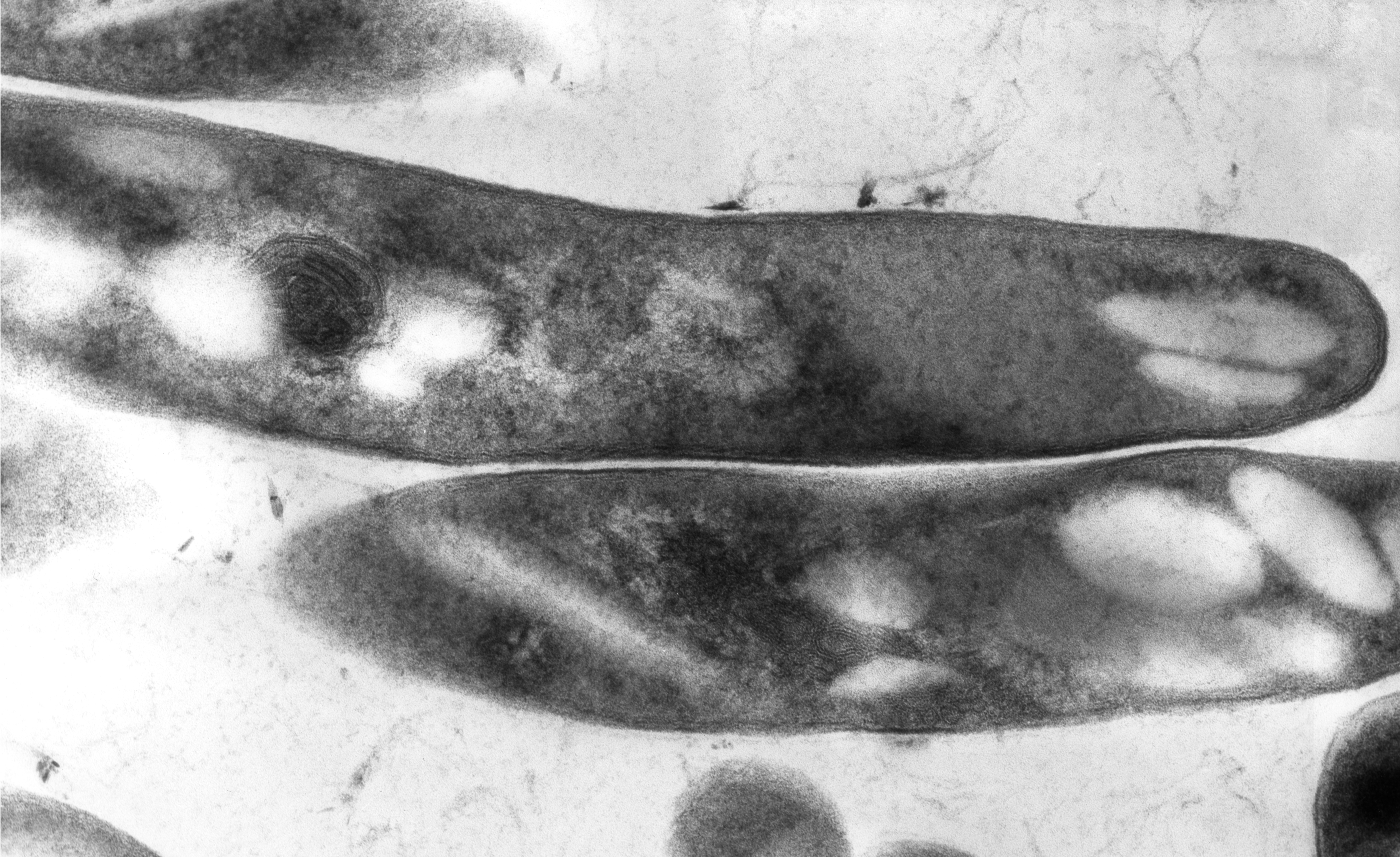

미코박테륨(Mycobacterium)은 세균의 한 속인 미코박테륨속에 속하는 세균으로, 미코박테륨속은 홀로 미코박테륨과를 이루고 있다. 결핵이나 나병 등을 일으키는 여러 병원균을 포함한다.
라틴어 접두사 'myco-'는 '균'과 '밀랍'을 의미하는데, 세포벽 일부를 구성하는 밀랍 같은 부분을 반영한다.
그람 염색등 일반적인 염색에서 산(酸)에 저항성을 보이는 항산균으로, 그람 염색은 사용할 수 없고 질-닐슨 염색 등의 특수한 염색법을 사용해야 한다.

## 종
- M. abscessus.
- M. africanum
- M. asiaticum
- M. avium complex (MAC), 에이즈 환자를 죽게 하는 주요 원인이다. 이 복합체에는 사람의 크론병과 양의 요네병을 일으키는 M. avium paratuberculosis을 포함한다.
- M. bovis
- M. chelonae
- M. fortuitum
- M. gordonae
- M. haemophilum
- M. intracellulare
- M. kansasii
- M. lentiflavum
- M. leprae - 나병의 원인
- M. malmoense
- M. marinum
- M. microti
- M. phlei
- M. scrofulaceum
- M. smegmatis
- M. triplex
- M. tuberculosis - 결핵의 원인
- M. ulcerans - 부룰리 궤양의 원인
- M. uvium
- M. xenopi